# 仙台市立木町通小学校
仙台市立木町通小学校（せんだいしりつ きまちどおりしょうがっこう）は、宮城県仙台市青葉区木町通一丁目にある公立小学校。2021年の児童数は484人、18学級、教職員37人。児童数7人、教員2人の東北大学病院分校がある。

## 概要
仙台市において、初めて設立された小学校のひとつであり、140年以上の歴史を持っている。近年、学区内にマンションの建設が相次いだことや、2004年（平成16年）には市民センターと児童館を統合した新校舎を完成したことなどによって、児童数がとみに増加している。一方で、親子2代、3代続けての同窓生という児童も多いという。

## 歴史
1873年（明治6年）7月4日、前年に公布された学制に基づき「（第七大学区第一中学区）四番小学校」として、仙台市北六番丁に開校した。1876年（明治9年）9月4日、現在地に移転し、「培根小学校」と改称した。次いで1879年（明治12年）には「木町通小学校」と改称し、制度の変更に伴う「木町通尋常高等小学校」（明治20年3月）、「木町通尋常小学校」（大正5年4月）、「木町通国民学校」（昭和16年4月）という名称を経て、1947年（昭和22年）4月1日に現在の「木町通小学校」と定まった。
1945年（昭和20年）の仙台大空襲では校舎の3分の2を焼失したものの住民の希望と協力で校舎をいち早く再建、終戦後の1947年（昭和22年）8月6日には、東北巡幸中だった昭和天皇による訪問を受けた。

## 受賞など
- 1976年（昭和51年）8月 道路の清掃美化に関する功績顕著にて、建設大臣より表彰される[4]
- 1984年（昭和59年）9月 NHK合奏コンクール 宮城県優良校[4]
- 1986年（昭和61年）11月 第17回 博報賞受賞（言語障害）[4]

## 所在地
- 宮城県仙台市青葉区木町通一丁目7番36号

## 校名の由来
江戸時代の仙台城下において、立町と定禅寺通櫓丁との中間地帯は、仙台藩から木材専売の特権を受けて材木商が繁盛した材木町であり、「木町（きまち）」と呼ばれていた。校名である「木町通」は、この”木町”に通じる通り、という意味であるという。
また、明治9年から一時使われていた「培根小学校」の名称は、「根を深く培い、もってその枝を伸ばし広げる」という意味の、培根達枝に由来した。

## 出身者
- 森公美子（オペラ歌手）[5]
- 土井晩翠（詩人）
- 小野次郎（政治家、1966年（昭和41年）卒）
- 米田まりな（整理収納アドバイザー、作家）

## 幼稚園
1879年（明治12年）6月、木町通小学校に付属する幼稚園が開園した。当時これは、東京以北で唯一の幼稚園とされた。同幼稚園は、1881年（明治14年）11月に分離・独立した。現在の東二番丁幼稚園の前身である。